# Geniceris tibetensis
Geniceris tibetensis là một loài tò vò trong họ Ichneumonidae.